# Kvadersten
Kvadersten er natursten, som er mere eller mindre råt tilhuggede eller -savede sten i marmor, granit, sandsten osv., og som kan anvendes til fundamenter, sokler og ydermure på store bygninger.
Stenene er i almindelighed aflange og firkantede men kan også have andre former, når de skal bruges i muråbninger eller danne buer. Her er stenene tildannet i kileform.
Murene opføres oftest ikke i kvadersten i hele deres tykkelse, men stenene danner en ydre beklædning, som ved hjælp af bindere knyttes sammen med den indre mur.
Kvaderstenen har været anvendt i bygningskunsten fra de tidligste tider og gennem alle stilperioder.